# Andrássy család (nemeskéri)
A nemeskéri nemes és báró Andrássy család egy dunántúli származású magyar nemesi, majd főnemesi család.

## Története
Kevés adat áll rendelkezésre erről a családról. Az evangélikus nemesek eredetileg az előnevüket is szolgáltató Nemeskér Sopron vármegyei faluban laktak. Innen először János, aki lelkipásztor volt, költözött át Győrbe. Egyik fia Moson vármegye főadószedője és ugyanennek a vármegyének a követe is volt. Tőle származtak tovább az Andrássyak. A másik fiú, Dávid vezérőrnagy volt a család legnevezetesebbje, kitűnő katona volt, a Katonai Mária Terézia-renddel is kitüntették, ezzel együtt pedig bárói címet is kapott 1810-ben. Egyes források ettől eltérően 1811-re datálják a bárói diploma keltét, és nem Dávidnak, hanem Jánosnak tulajdonítják.

## Címere
Kempelen Bélánál ez olvasható a bárói címer leírásaképp:
czímere: kékkel és vörössel vágott paizsban oroszlán kardot tart;  sisakdísz: az oroszlán; takarók: kék-arany, vörös-arany.